# Белокаменский огнеупорный завод
Белока́менский огнеупо́рный заво́д (быв. Белокаменский шамотный завод, Динасовый завод им. Будённого, ООО «Завод „Белокаменские огнеупоры“, ЗАО завод „Белокаменские огнеупоры“, после банкротства и ликвидации последнего — ЗАО „Белокаменские огнеупоры“) — украинское предприятие, расположенное в городе Соледар (Донецкая область).

## История

### 1893—1917
Завод был основан в 1893 году в посёлке Брянцевка Бахмутского уезда Екатеринославской губернии Российской империи капиталистом Ф. П. Пиркушем, который был вдохновлён успехами выходца из Пруссии инженера Эдмунда Фарке, наладившего модное в то время кирпичное и алебастровое производство в соседнем городе Бахмут.
Изначально завод являлся небольшим производством по помолу гипса и производству алебастра, где имелось четыре печи для обжигания алебастра, карьер и двухэтажная мельница для помола (за 12 часов работы перерабатывавшая до 13 тонн алебастрового камня). Печи находились под открытым небом в углублении до трёх метров. В целом, предприятие было рядовым на то время „учреждением под открытым небом“.
Проживавшие в посёлке военнослужащие Изюмского полка и немцы Поволжья приняли активное участие в налаживании работы предприятия. Интересуясь европейскими достижениями в области изготовления огнеупорного кирпича, в 1900 году Пиркуш начал строительство двух периодических печей системы Мендгейма и здание бегунов по размолу кварцита.
По завершении строительства печей, в 1897 году изначально небольшое предприятие было продано уже в качестве огнеупорного завода акционерному Обществу Деконских заводов.
Разрабатывая найденные вблизи посёлка залежи кварцитов и редких огнеупорных глин, Общество делает ставку на качественное производство огнеупорных кирпичей для индустриальных и оружейных заводов. Потому для работы на этом небольшом предприятии активно приглашаются военные и промышленные специалисты из Швабии, Пфальца, Гессена, Баварии, и Саксонии. Основываясь на немецком опыте промышленного производства, огнеупорный завод разрабатывает определённый стандарт для всей своей продукции, одобренный государственной фабричной инспекцией. Налаживая разветвленную сеть поставок для всей Империи, правительство проложило к посёлку Брянцевка железную дорогу, что даёт толчок для дальнейшего развития предприятия.
С 1903 года начинается строительство четырёх периодических печей для обжига динасовых изделий и шесть печей для обжига алебастрового камня. Также устанавливается большой бегун системы Бергера, строятся здания конторы и лаборатория, где разрабатываются новые технологии. Основными видами выпускаемой продукции в этот период становится огнеупорный кирпич и алебастр.
Революция 1905 года практически не коснулась производства. Был всего один случай забастовки, когда рабочие вышли на улицы Брянцевки с красными знамёнами. Требования по улучшению условий оплаты труда, которые выдвигались забастовщиками, были полностью удовлетворены владельцами завода. После подавления революции в 1907 году на деньги огнеупорного завода были открыты две школы в с. Михайловка и с. Карповка.
К началу первой мировой войны Белокаменский шамотный завод уже поставлял свою продукцию для военных заводов (Киевский арсенал, Луганский патронный завод, Московский дроботолитейный — патронный завод и на многие другие. В ходе войны военная промышленность требовала всё больше и больше сырья, потому, для увеличения объёмов производства, с 1914 года на Белокаменском шамотном заводе начинается строительство печей системы Яблонского, вводится в эксплуатацию европейское новшество — дизельные машины для помольных прессов. В этот период завод выпускал в месяц 500 т динасовых изделий и 300 т алебастровой продукции. Вплоть до Октябрьской революции 1917 года завод изготовляет до 10000 т динасовых изделий в год.

### 1918—1991

Памятник Неизвестному солдату на территории Белокаменского огнеупорного завода

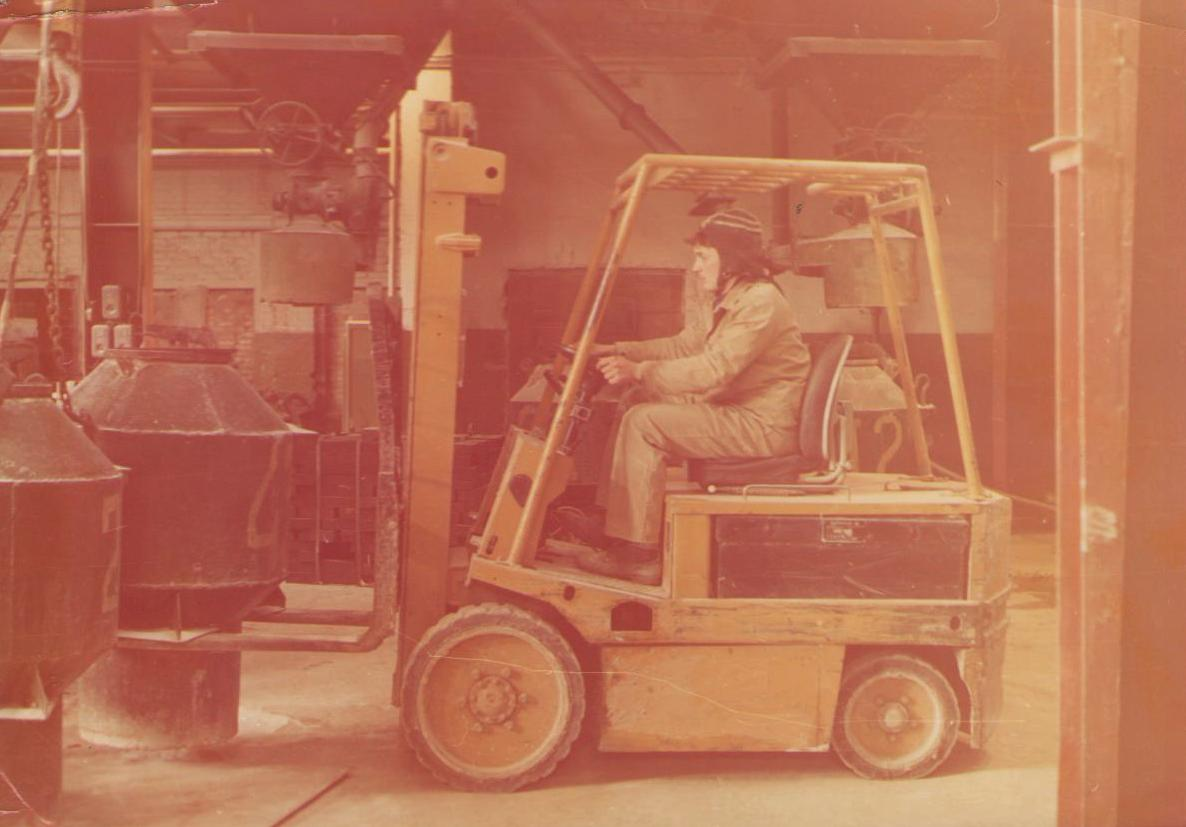
В корундовом цеху завода (1984 год)

В апреле 1918 года уезд был оккупирован австрийско-немецкими войсками (которые оставались здесь до ноября 1918 года), в дальнейшем, до декабря 1919 года территория оставалась в зоне боевых действий гражданской войны.
В 1920 году „Акционерное общество Деконских заводов“ было национализировано постановлением Украинского Совета Народного Хозяйства и объединено в артель. С этого периода оно стало существовать как государственное предприятие. Главным управлением металлической промышленности был налажен выпуск огнеупорной продукции, однако в месяц эта цифра не превышала 200 т изделий.
В 1926 году было построено печное здание системы Яблонского с 8 периодическими печами. В 1927 году началась реконструкция предприятия, котороеполучило новое название — динасовый завод им. Будённого. Выпуск изделий увеличился в 4,5 раз и достиг 900 т в месяц. Через год к Белокаменскому заводу была проложена железнодорожная ветка, соединившая завод со станцией Деконская.
Выполняя постановления Народного комиссариата чёрной металлургии CCCP, к началу 1940 года завод уже выпускает 28500 т динасовых изделий в год. В 1941 году, из-за наличия на заводе уникального по тем временам оборудования эта цифра поднимается до 36000 т огнеупорных кирпичей.
В ходе Великой Отечественной войны 13 ноября 1941 года посёлок Брянковка был оккупирован немецкими войсками. Эвакуировать производственные мощности не было возможности и, чтобы производство не досталось врагу, большая часть завода была уничтожена. Немецкое командование с целью укрепления позиций на оккупированной территории прилагает усилия для того, чтобы восстановить производство огнеупоров. 3 сентября 1943 года территория поселка была освобождена от оккупантов, мощности завода, наскоро реконструированные Германией, были уничтожены отступающими немцами. Начался восстановительный период.
Уже в 1944 году была реконструирована железнодорожная ветка от завода до станции Деконская. В первом квартале 1945 года динасовый завод возобновил работу и дал первую продукцию.
Выпуск изделий в 1950 году составлял 33107 т, в 1951 году — 37208 т. Была увеличена ёмкость некоторых печей с 75 до 100—130 т. Установлены фрикционные прессы по формовке изделий для коксовых печей. Было построено новое смесительно-прессовое отделение, в которое не проникали жар и газ от периодических печей. Выпуск изделий составил 49309 т, выход первых сортов — 93 % от общей цифры. В августе 1955 года начали работать все 24 печи, и завод был полностью восстановлен.
В 1956 году проводится подготовка к переходу на выпуск коалиновых шамотных изделий, началось строительство нового помольного отделения. В 1957 году завод начал выпуск шамотных изделий на основе каолина. Была механизирована подача сырья на помол для изготовления брикета, автоматизированы смесительные бегуны, смонтирован 400-тонный пресс „Интернационал“ и механизирована подача массы к прессам.
В 1958 году выпуск шамотных изделий составил 46186 тонн. Выпуск огнеупоров первого сорта составил 93,4 %. В этом же году завод был переведён на бесцеховую структуру управления производством, из-за чего улучшилось качество изделий. В наследие от царского режима, трудящиеся завода не получили ни одного механизма по прессовке изделий, так как вся работа велась вручную. С движением прогресса прессовое отделение оснастили мощными прессами СМ-143 и фрикционными прессами. Ручная формовка огнеупорных изделий на заводе заменена машинами.
Годом позже Ждановским филиалом „Укргипромез“ был разработан проект расширения завода. В ноябре 1960 года ОКС Белокаменского шамотного завода приступил к строительству сушильно-печного отделения со складом готовой продукции, который входил в комплекс туннельной печи % 1.
В 1963 году динасовый завод им. Будённого получил новое название — Белокаменский шамотный завод.
В 1968 году был введён в эксплуатацию комплекс тоннельной печи № 1, через четыре года начал работу комплекс тоннельной печи № 2. В 1976 году был создан склад сырья.
В годы девятой пятилетки в основном закончилось расширение завода, которое длилось 15 лет. К концу этого периода выпуск продукции в натуральном выражении составил 21 992 млн рублей. По итогам республиканского социалистического соревнования за III квартал 1974 года, заводу присвоена III денежная премия. Также, за 1970—1975 гг., коллективу завода 3 раза присуждалось Переходящее Красное Знамя Обкома профсоюза рабочих металлургической промышленности и треста „Огнеупорнеруд“ и 2 раза Переходящее Красное Знамя Артёмовского ГККП Украины и горисполкома. 135 передовиков производства награждено Знаком "Победитель социалистического соревнования" и 34 человека знаком "Ударник 9-й пятилетки". За досрочное выполнение решающего 1973 года 8 человек награждены орденами и медалями.
В 1978 году введён в эксплуатацию цех корундовых изделий. Цех выпускает высокоглиноземистые огнеупорные изделия, содержание AL2O3 более 90 %. Они имеют высокую огнеупорность (выдерживают температуру 2000 °C, не расплавляясь), высокую прочность и теплопроводность, что повышает их термическую стойкость. Исходным сырьём для производства корундовых изделий является технический глинозем.
С этого времени основной продукцией завода являлись огнеупоры и корундовые изделия.
В целом, в советское время завод входил в число ведущих предприятий города.

### После 1991
После провозглашения независимости Украины государственное предприятие было преобразовано в открытое акционерное общество. В мае 1995 года Кабинет министров Украины утвердил решение о приватизации завода.
В середине 1990-х годов завод входил в состав днепропетровского концерна «Магнезит».
В 1995 году освоен выпуск муллитокорундовых изделий, устойчивых к воздействию шлака и металла.
До 2002 г. 75 % акций предприятия принадлежали днепропетровским ООО «Интермет», ООО «Минералы Украины» и ООО «Техносервис».
В августе 2003 г. хозяйственный суд Донецкой области признал банкротом ОАО «Белокаменский огнеупорный завод». Инициатором возбуждения дела о банкротстве выступило донецкое ООО «Огнеупорреммаш», которое поставляло должнику промышленное оборудование.
В ходе банкротства ОАО было преобразовано сначала в ООО "Завод «Белокаменские огнеупоры», а затем в одноимённое ЗАО.
Банкротство сопровождалось сменой собственников — это были и Донгорбанк, и кипрские оффшоры Otranto Trading Company, Charring Cross и B.V. West-East Chemical Trading Ltd.
До середины 2005 г. предпринимались попытки пересмотреть дело и представить его как умышленное доведение предприятия до банкротства.
В 2006 году донецкая компания «Керамет» продала контрольный пакет акций ЗАО "Завод «Белокаменские огнеупоры» днепропетровскому ООО «Укрогнеупор», которым владеют Виктор и Дмитрий Огородние. Начались попытки возрождения завода: налажено производство шамотных и высокоглиноземистых огнеупоров для футеровки шамотных и вращающихся печей известково-обжигательной цементной промышленности, высокотемпературных агрегатов энергетической, машиностроительной, нефтехимической и других отраслей промышленности.
Начавшийся в 2008 году экономический кризис осложнил положение предприятия, в январе 2009 года производство было остановлено.

## Современное состояние
Основными видами огнеупоров, производимых на заводе, являются алюмосиликатные — муллитовые, муллитокорундовые и корундовые изделия. На заводе действуют — огнеупорный цех, производственные мощности которого рассчитаны на выпуск 108 тысяч тонн изделий в год, и корундовый цех, единственный на Украине, производительностью 17,5 тысяч тонн в год. Уникальность Белокаменского огнеупорного завода состоит в том, что на предприятии выпускаются корундовые изделия для высокотемпературных тепловых агрегатов с содержанием Al2 O3 до 99 %.
По состоянию на начало 2022 года все здания и сооружения завода разобраны и проданы на металлолом и кирпич.

## Объём производства
| Год  | Количество |
| ---- | ---------- |
| 1917 | 10 000 т   |
| 1920 | 2 400 т    |
| 1926 | 10 800 т   |
| 1935 | 25 000 т   |
| 1941 | 36 000 т   |
| 1958 | 46 186 т   |
| 1965 | 91 473 т   |
| 1967 | 95 193 т   |
| 1977 | 114 500 т  |
| 1980 | 114 642 т  |

## Награды
- «Металлургия — 2008»
- XVI международная специализированная выставка «Машиностроение — металлургия — 2008»
- V «Металлургический форум Украины — 2007»
- III международная конференция «Литьё — 2007»
- XIV международная специализированная выставка «Машиностроение — металлургия — 2006»
- IV «Металлургический форум Украины — 2006»
- II международная конференция «Литьё — 2006»
- «Металлургия — 2006»
- Международный практический форум «Украинская индустрия — 2006»